# Unbeschuhte Karmeliten
Die Unbeschuhten Karmeliten (Ordo Carmelitarum Discalceatorum, Ordenskürzel OCD) sind der männliche Zweig der Ordensgemeinschaft des Teresianischen Karmels. Die Unbeschuhten Karmeliten gingen wie die Unbeschuhten Karmelitinnen aus der Reform der Karmeliten durch Teresa von Ávila und Johannes vom Kreuz hervor.

## Geschichte
Der Orden wurde von Teresa von Avila und Johannes vom Kreuz im Jahr 1568 in Duruelo in Spanien begründet und ist seit 1593 eine selbstständige Ordensgemeinschaft päpstlichen Rechts. Die 1581 erstmals erteilte Approbation der Ordensregel wurde 1991 nach den Richtlinien des Zweiten Vatikanischen Konzils und den geltenden Bestimmungen des Kirchenrechtes von Papst Johannes Paul II. erneuert.  Das Wort unbeschuht steht für Armut, Demut, Askese und für die Erneuerung der katholischen Kirche.

## Niederlassungen im deutschsprachigen Raum
Deutschland
- Kloster St. Theresia in München; 1629 gegründet, heute Sitz des Provinzialats der Teresianischen Karmeliten (OCD) Deutschland
- Kloster St. Teresa  in Birkenwerder; 1985 in Jauernick bei Görlitz gegründet, bereits 1986 nach Birkenwerder verlegt, heute Standort des Exerzitienhauses der Provinz
- Kloster St. Josef  in Regensburg; 1635 gegründet, seit 1641 am heutigen Standort am Alten Kornmarkt, im Zuge der Säkularisation von 1812 und 1836 aufgehoben, seit 1721 ununterbrochene Karmelitengeistfabrikation
- Kloster Maria Magdalena  in Würzburg; 1627 gegründet, heute Noviziats- und Junioratskonvent
  - ab 1844 im Kloster Himmelspforten
- Karmelitenkonvent im Essener Stadtteil Kupferdreh; seit 1995 mit Unbeschuhten Karmeliten der indischen Provinz besetzt
- Kloster St. Edith Stein in Hagen; seit 2013 mit Unbeschuhten Karmeliten der indischen Provinz besetzt
- Kloster St. Theresa in Reisach bei Oberaudorf; 1731 gegründet, im Zuge der Säkularisation ab 1803 als Aussterbekloster für die Unbeschuhten Karmeliten aus Reisach und Schongau gewidmet, 1836 wiederbelebt, von 2012 bis 2019 mit Unbeschuhten Karmeliten der Krakauer Provinz besetzt
- Kloster auf dem Kreuzberg in Schwandorf; 1889 gegründet, seit 2009 mit Unbeschuhten Karmeliten der indischen Provinz besetzt
- Ehemalige Benediktinerabtei St. Michael in Siegburg; 2011 von den Benediktinern aufgegeben, seit 2013 mit Unbeschuhten Karmeliten der indischen Provinz besetzt

Österreich
- Karmelitenkloster Döbling in Wien; 1622 in der Leopoldstadt gegründet (siehe dazu die Karmeliterkirche und das Karmeliterviertel und der Karmelitermarkt), 1783 im Zuge des Josephinismus aufgehoben, Ende des 19. Jahrhunderts Gründung eines Konvents im Gemeindebezirk Döbling, Kirche und Konvent 1898 bis 1901 erbaut
- Karmelitenkloster Maria Schnee in Graz; alter Grazer Karmelitenkonvent am Karmeliterplatz 1789 im Zuge des Josephinismus aufgehoben und heute als Steiermärkisches Landesarchiv genutzt, neuer Konvent bei der Wallfahrtskirche Maria Schnee neu gegründet
- Karmelitenkloster in Linz; 1671 gegründet
- Karmelitenkloster Hungerburg in Innsbruck

## Generaloberer
Am 20. April 2009 wurde Saverio Cannistrà OCD im 90. Generalkapitel des Ordens der Unbeschuhten Karmeliten im Domus Carmeli in Fátima, an der mehr als 100 Ordensangehörige aus 80 Nationen teilnahmen, zum neuen Ordensgeneral gewählt. Er trat die Nachfolge von Luis Aróstegui OCD an. Zum Nachfolger von Cannistrá wurde am 4. September 2021 der Spanier Miguel Márquez Calle gewählt.
Generalobere des Teresianischen Karmels seit 1955
- Anastasio Alberto Ballestrero (1955–1967)
- Felipe Sainz de Baranda (1985–1991)
- Camilo Maccise (1991–2003)
- Luis Aróstegui (2003–2009)
- Saverio Cannistrà (2009–2021)
- Miguel Márquez Calle (seit 2021)

## Persönlichkeiten
- Dominicus a Jesu Maria (1559–1630), Klostergründer, Missionar, Feldgeistlicher in der Schlacht am Weißen Berg
- Daniel Acharuparambil OCD (1939–2009), indischer Erzbischof von Verapoly, Rektor der Päpstlichen Universität Urbaniana von 1988–1994
- Georges Thierry d’Argenlieu OCD, Ordensname Louis de la Trinité, (1889–1964), Ordensprovinzial der Unbeschuhten Karmeliten in Frankreich; im Zweiten Weltkrieg Admiral des freien Frankreich; 1942–1943 Minister ohne Portefeuille und 1945 bis 1947 Generalgouverneur und Hochkommissar in Indochina
- Maria-Eugen Grialou OCD (1894–1967), französischer Karmelit und Seliger
- Anastasio Alberto Kardinal Ballestrero OCD (1913–1998), Erzbischof von Turin
- Suitbert H. Siedl OCD (1923–2006), Alttestamentler und Begründer der US-amerikanischen Familia Sancti Hieronymi
- Antônio do Carmo Cheuiche OCD (1927–2009), Weihbischof im Erzbistum Porto Alegre
- Gonzalo López Marañón OCD (1933–2016), Apostolischer Präfekt und Apostolischer Vikar von San Miguel de Sucumbíos von 1970–2010
- Lars Anders Kardinal Arborelius OCD (* 1949) Bischof von Stockholm
- Reinhard Körner OCD (* 1951), deutscher Karmelit und Buchautor